# Götz von Glisczynski
Götz A. von Glisczynski (* 20. April 1942 in Berlin; † 30. Dezember 2004 in Aurich, Ostfriesland) war ein deutscher Jurist und Autor von Fachliteratur für das Baugewerbe.

## Leben
Götz von Glisczynski stammte aus einem der pommerellischen Adelsgeschlechter Glisczynski. Nach dem Studium der Rechtswissenschaften erfolgte die Anstellung bei der Architektenkammer Nordrhein-Westfalen in Düsseldorf und brachte von Glisczynski erstmals das Baurecht nahe, eines seiner späteren juristischen Fachgebiete. Danach trat er als Geschäftsführer in den Dienst des Baugewerbeverbandes Nordrhein-Westfalen in Dortmund. Am 1. Juli 1983 wurde er Hauptgeschäftsführer der Handwerkskammer für Ostfriesland mit Sitz in Aurich/Ostfriesland. Die Leistungen und Verdienste von Götz von Glisczynski um und für das Handwerk wurden 1995 vom Zentralverband des Deutschen Handwerks (ZDH) gewürdigt: die Verleihung des Handwerkszeichens in Gold, die höchste Auszeichnung, die innerhalb des ZDH vergeben wird.
Er war Sohn des ehemaligen SS-Sturmbannführers und Bauingenieurs Bernhard von Glisczynski und Neffe des deutschen Offiziers Joseph W. Rettemeier.

## Auszeichnungen
1995: Handwerkszeichen in Gold

## Veröffentlichungen
- Musterbriefe für das Dachdeckerhandwerk zur VOB. R. Müller, Köln-Braunsfeld 1980, ISBN 3-481-13651-X.
- Die VOB im Baustellenbetrieb: Prüf-, Mitteilungs- und Hinweispflichten nach VOB/B und C. R. Müller, Köln-Braunsfeld 1981, ISBN 3-481-13661-7.